# Aulzhausen
Aulzhausen es una localidad ubicada en la comunidad Affing, en el distrito de Aichach-Friedberg, en Baviera, Alemania.

## Ciudades hermanadas

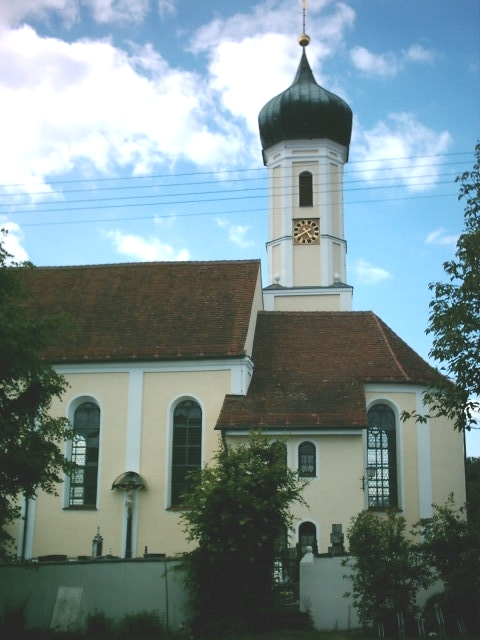
St. Laurentius und Elisabeth

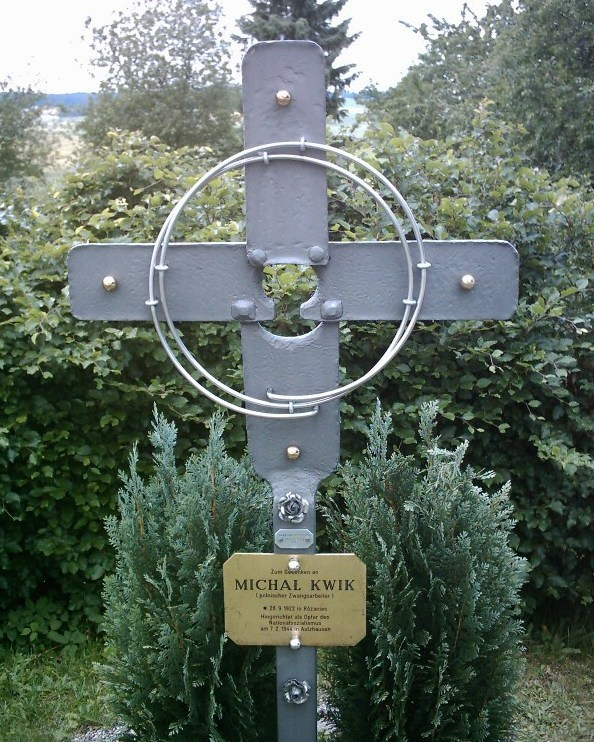
Alemania-Polonia Monumento

- Łobez (Polonia), desde 1997.

- Datos: Q574642
- Multimedia: Aulzhausen / Q574642

1. ↑  Worldpostalcodes.org, código postal n.º 86444.